# 1906년 중간 올림픽 육상 남자 돌던지기
1906년 중간 올림픽 육상 남자 돌던지기는 그리스 아테네에서 개최된 1906년 중간 올림픽 육상의 세부 종목이다. 1906년 4월 27일에 진행되었고 8개국에서 16명의 선수가 참가하였다.

## 경기장
| 도시   | 경기장              | 원어명             | 로마자               | 비고    |
| ------ | ------------------- | ------------------ | -------------------- | ------- |
| 아테네 | 파나티나이코 경기장 | Παναθηναϊκό στάδιο | Panathinaiko Stadium | 전 경기 |

## 경기 결과
| 순위 | 선수                            | 기록   | 비고 |
| ---- | ------------------------------- | ------ | ---- |
| 1    | 니콜라오스 게오르간타스 (GRE)   | 19.925 |      |
| 2    | 마틴 셰리던 (USA)               | 19.035 |      |
| 3    | 미칼리스 도리자스 (GRE)         | 18.585 |      |
| 4    | 에릭 레밍 (SWE)                 | 18.210 |      |
| -    | 요세프 비트만 (AUT)             | 불명   |      |
| -    | 레오폴트 라너 (AUT)             | 불명   |      |
| -    | 베르네르 예르비넨 (FIN)         | 불명   |      |
| -    | 헤이키 오흘만 (FIN)             | 불명   |      |
| -    | 앙드레 데스파르주 (FRA)         | 불명   |      |
| -    | 카를 칼텐바히 (GER)             | 불명   |      |
| -    | 율리우스 바그너 (GER)           | 불명   |      |
| -    | 빌헬름 리첸호프 (GER)           | 불명   |      |
| -    | 오토 프란케 (GER)               | 불명   |      |
| -    | 게오르기오스 파파크리스투 (GRE) | 불명   |      |
| -    | 바실리오스 파파게오르기우 (GRE) | 불명   |      |
| -    | 다비드 미할리 (HUN)             | 불명   |      |

## 메달리스트
| 금                               | 은                 | 동                         |
| 니콜라오스 게오르간타스 · 그리스 | 마틴 셰리던 · 미국 | 미칼리스 도리자스 · 그리스 |

## 참고 자료
- (영어) “Athletics at the 1906 Athina Summer Games: Men's Stone Throw”. sports-reference.com. 2010년 8월 5일에 원본 문서에서 보존된 문서. 2011년 1월 4일에 확인함.
- (영어) De Wael, Herman. “Herman's Full Olympians: "Athletics 1906".”. 2016년 3월 5일에 원본 문서에서 보존된 문서. 2018년 11월 28일에 확인함.